# Dogtown urai
A Dogtown Urai (eredeti címén Lords of Dogtown) a Catherine Hardwicke rendező, 2005-ben bemutatott igaz történet alapján készült filmje, amelyben többek között Heath Ledger és Johnny Knoxville is szerepel.

## Szereplők
- Heath Ledger – Skip Engblom
- Victor Rasuk – Tony Alva
- John Robinson – Stacey Peralta
- Emile Hirsch – Jay Adams
- Johnny Knoxville – Topper Burks
- Tony Hawk – Astronaut
- Stacy Peralta – TV Director
- Vincent Laresca – Chino
- Rebecca De Mornay – Philaine
- Alexis Arquette – Tranny

## Történet
|  | Alább a cselekmény részletei következnek! |

A Dogtown Urai című film a "Z" fiúk, a gördeszkázást alapjaiban megváltoztató fiatalok történetén alapszik.  Az 1970-es években játszódik Venice Beach-en szörfösökkel, akik élvezik a hullámokat és a gördeszkázást egy helyi deszka gyártóval.
A három srác (Jay, Stacey és Tony) csatlakozik a "Z" fiúk csapatához, akik közösen indulnak a gördeszkás versenyeken. Új trükkökkel és ötletekkel fejlesztik a még alakulóban lévő gördeszkázást. A világ felfigyel az új őrületre és a tehetséges csapatra, akik hamar legendákká válnak. A hirtelen jött ismertség hatására azonban megváltozik a hozzáállásuk a sporthoz, az élethez és a közöttük kialakult barátsághoz.
Feltörekvő gördeszkás cégek elnökei keresik meg őket, hogy anyagi juttatásokért cserébe ezentúl induljanak a versenyeken az ő színeikben. Ezek után a három barát útjai szétválnak, más irányokba indulnak gördeszkás karrierjeik. Cserbenhagyják a "Z" fiúk csapatát és az őket felkaroló Skip-et, aki emiatt tönkremegy. Hosszú rivalizálás után átgondolják az eddigi tetteiket és újra felelevenedik a régi kapcsolat a három főszereplő között.

## Z-boys (Zephyr team) tagjai
- Jay Adams
- Tony Alva
- Bob Biniak (died February 25, 2010)
- Chris Cahill
- Paul Constantineau
- Shogo Kubo
- Jim Muir
- Peggy Oki
- Stacy Peralta
- Nathan Pratt
- Wentzle Ruml IV
- Allen Sarlo
- Tony Alva világszerte ismert gördeszkássá vált,
- Stacey Peralta megalapította a saját, máig sikeres gördeszkás cégét: Powell Peralta, amely felkarolta 14 éves korában a világhírű Tony Hawk-ot.
- Jay Adams híres szörfös és gördeszkás lett, akit azóta is a gördeszkázás atyjaként emlegetnek.